# Blue (LeAnn Rimes)
Blue è un album in studio della cantante statunitense LeAnn Rimes, pubblicato nel 1996.

## Tracce
1. Blue – 2:49 (Bill Mack)
2. Hurt Me – 2:54 (Deborah Allen, Bobby Braddock, Rafe VanHoy)
3. One Way Ticket (Because I Can) – 3:44 (Keith Hinton, Judy Rodman)
4. My Baby – 2:50 (Allen)
5. Honestly – 3:22 (Christi Dannemiller, Joe Johnston)
6. The Light in Your Eyes – 3:21 (Dan Tyler)
7. Talk to Me – 3:12 (Ron Grimes, LeAnn Rimes, Jon Rutherford)
8. I'll Get Even With You – 3:18 (Coweta House)
9. Cattle Call (duet with Eddy Arnold) – 3:09 (Tex Owens)
10. Good Lookin' Man – 3:11 (Joyce Harrison)
11. Fade to Blue – 3:02 (Jim Allison, Anne Reeves, Lang Scott)